# Delicate Arch

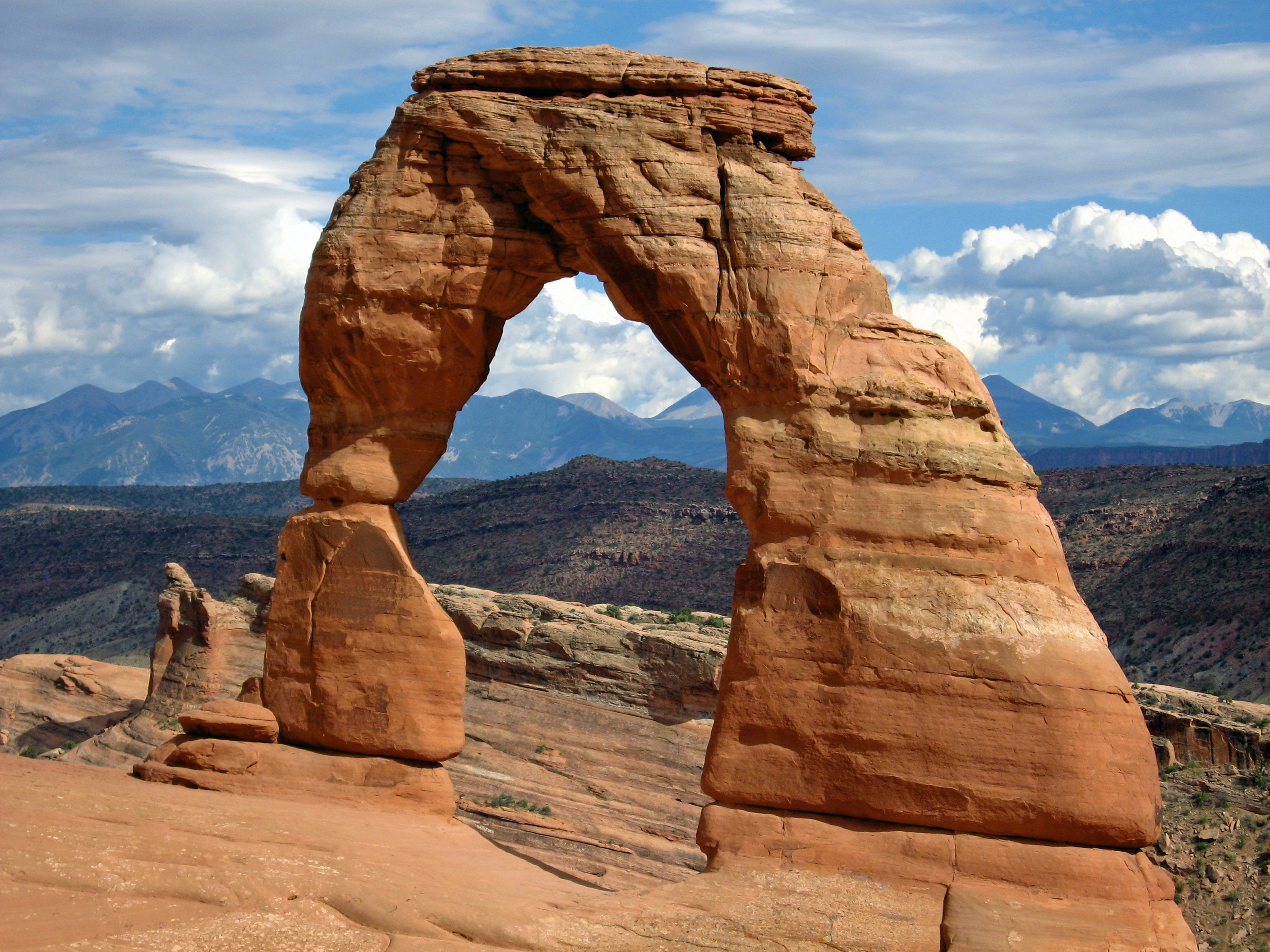
Delicate Arch

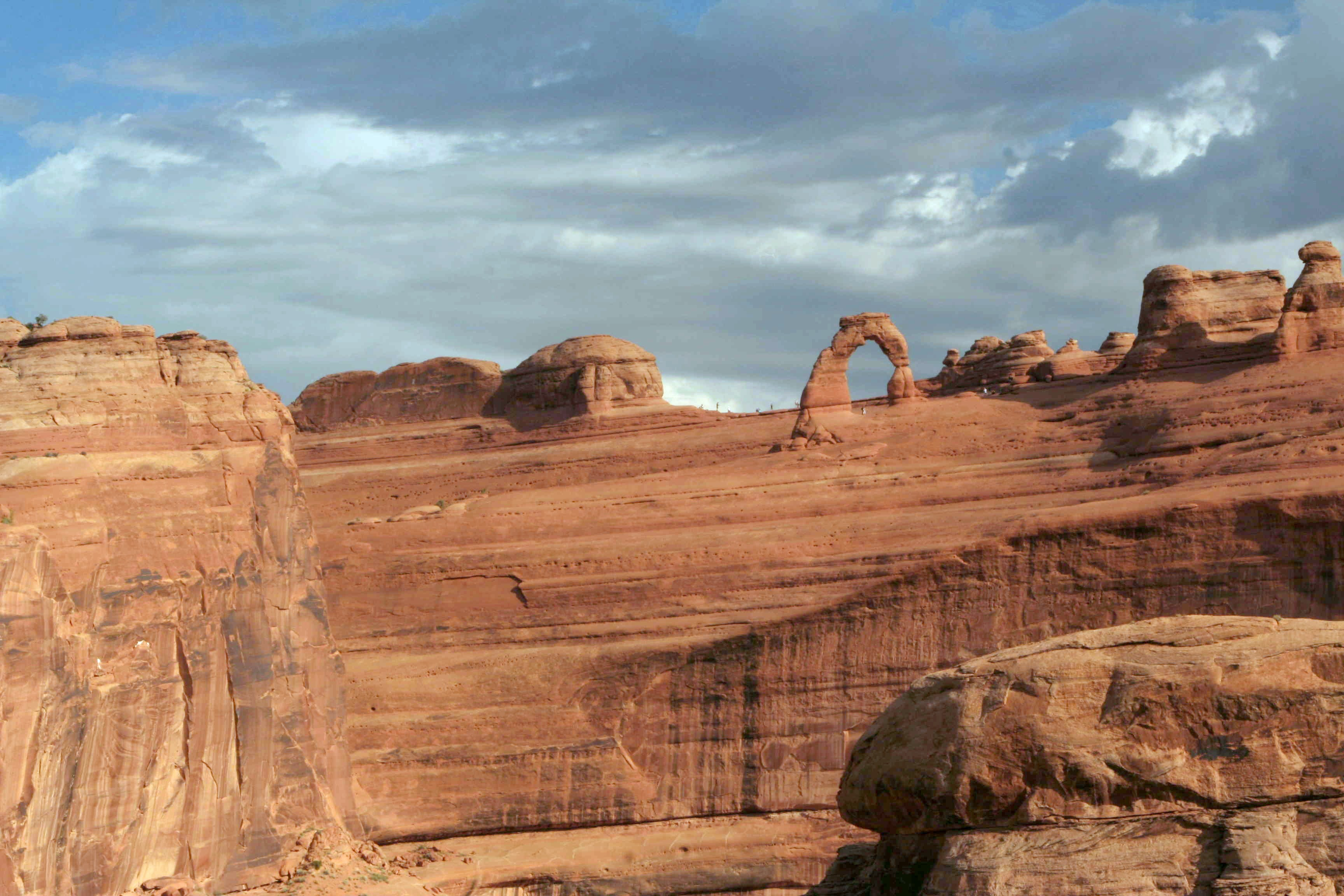
Delicate Arch wczesnym rankiem z punktu widokowego Delicate Arch Viewpoint

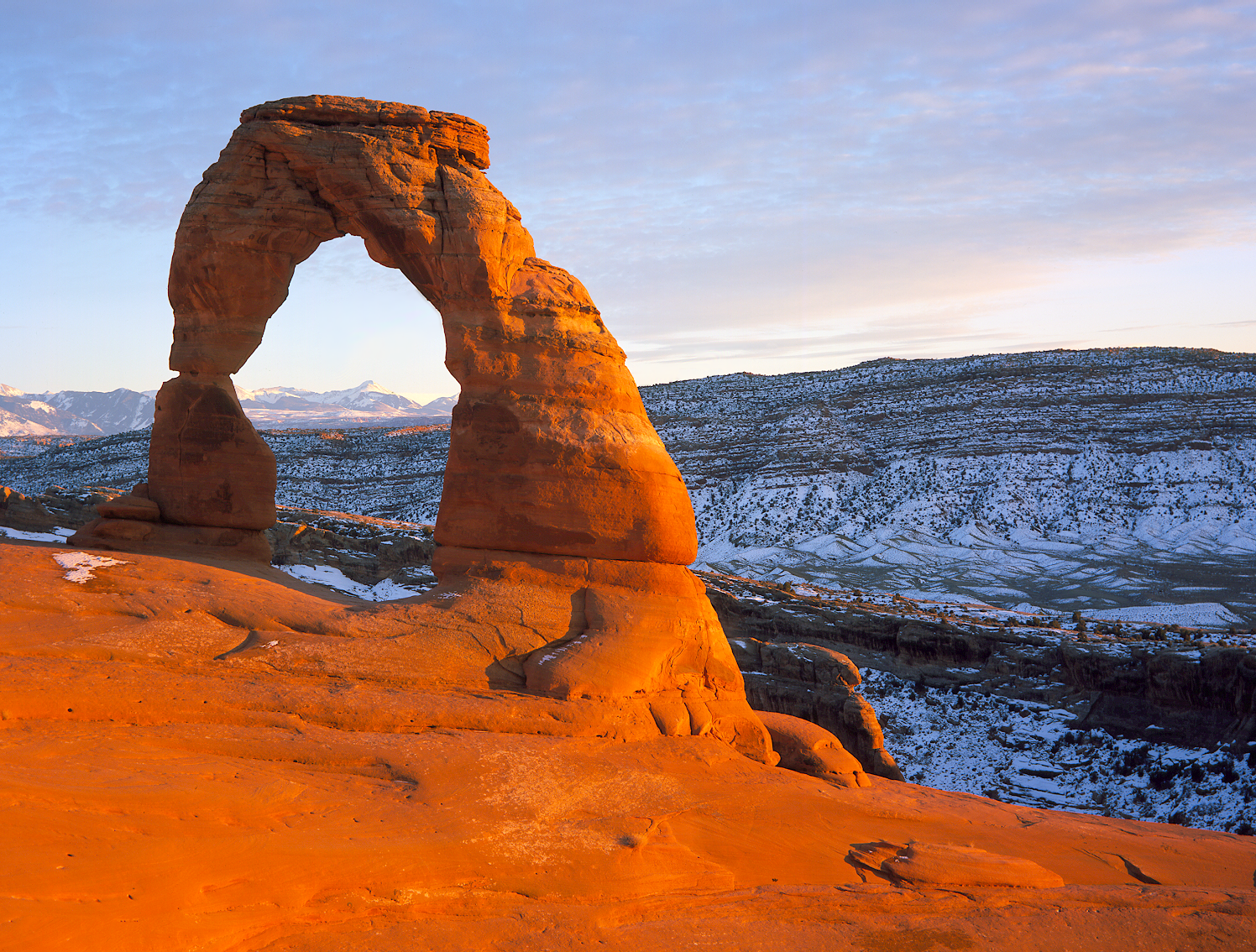
Delicate Arch

Delicate Arch (pol. Delikatny łuk) – naturalny łuk skalny znajdujący się w amerykańskim stanie Utah. Łuk jest jednym z najbardziej rozpoznawalnych punktów orientacyjnych w Utah i symbolem nie tylko parku narodowego Arches, w którym się znajduje, ale również całego stanu. Jego sylwetka znajduje się na stanowych tablicach rejestracyjnych oraz na znaczku pocztowym wydanym w setną rocznicę ustanowienia stanu w 1996 roku. Przez łuk przebiegła również sztafeta niosąca znicz olimpijski przed Zimowymi Igrzyskami Olimpijskimi w Salt Lake City w 2002 roku.
Delicate Arch zbudowany jest z piaskowca. Powstał w procesie erozji. Nie należy do największych łuków, ma rozpiętość około 10 metrów, mierzy około 16 metrów wysokości, a w najwęższym miejscu ma około 2 metrów grubości. Jest wyjątkowy ze względu na swój kształt oraz otoczenie. Przez łuk na południowym wschodzie widać często ośnieżone, odległe wierzchołki gór La Sal.

## Szlak turystyczny
W pobliżu łuku prowadzi pieszy szlak turystyczny o długości około 2,5 km w jedną stronę i deniwelacji terenu około 150 metrów. Jego początek znajduje się przy parkingu Wolfe Ranch. Dojście do łuku i z powrotem zajmuje przeciętnie około 2-3 godziny. Pierwsze kilkaset metrów prowadzi płaskim, dobrze wytyczonym szlakiem. Po przebyciu tego odcinka, szlak zanika. Droga wyznaczona jest przy pomocy kopczyków kamieni i wspina się szerokim zboczem. Ostatni odcinek jest ponownie płaski i precyzyjnie wytyczony, prowadzi wzdłuż przepaścistej półki skalnej o długości kilkuset metrów. Na całej trasie łuk nie jest widoczny, pojawia się dopiero na samym końcu. Szlak ten jest często uważany za jeden z najpiękniejszych jednodniowych szlaków turystycznych na świecie. Łuk najpiękniej prezentuje się późnym popołudniem, przy zachodzącym słońcu.
Delicate Arch z oddali można również zobaczyć z punktu widokowego Delicate Arch Viewpoint, do którego można dojechać samochodem. Dostępny jest on dla osób niepełnosprawnych.

## Kontrowersja
W maju 2006 roku wspinacz Dean Potter dokonał pierwszego udokumentowanego wejścia na łuk. W tamtym okresie oficjalne stanowisko parku dotyczące uprawiania wspinaczki na terenie parku nie było sprecyzowane. Kontrowersja wybuchła, gdy zdjęcia łuku zrobione przy pomocy teleobiektywu wykazały wyżłobienia w łuku, mogące powstać na skutek tarcia liny wspinaczkowej o delikatny piaskowiec. Potter, który twierdził, że nie używał liny przy wspinaczce i że uszkodzenie łuku mogło zostać spowodowane przez kogoś innego, przyznał się do używania lin podczas próbnych wejść oraz w celu zjazdu z łuku. Zdarzenie spowodowało wprowadzenie całkowitego zakazu wspinaczki na obiekty posiadające nazwę własną oraz na wytyczanie nowych dróg wspinaczkowych na terenie całego parku. Ucierpiał na tym również publiczny wizerunek firmy Patagonia produkującej sprzęt turystyczny i sponsorującej Pottera.